# BMW B38
BMW B38 — бензиновый двигатель внутреннего сгорания немецкого автоконцерна BMW. Производится с 2013 года. Пришёл на смену двигателю BMW N13.
Двигатель является частью семейства модульных двигателей BMW, состоящего из 3-цилиндрового (B38), 4-цилиндрового (B48) и 6-цилиндрового (B58), которые используют объём 500 cм3 (30.5 куб. дюймов) на цилиндр. Устанавливается на автомобили Mini Hatch и BMW 2 Active Tourer. Первым автомобилем считается гибридный BMW i8.
Двигатель BMW B38 отличается непосредственным впрыском топлива, степенью сжатия 11:1, системой VANOS и двойным турбонаддувом. Электроника сделана компанией Continental AG.

## Технические характеристики
| Тип                                       | Объём    | Мощность                                 | Крутящий момент              | Годы производства |
| ----------------------------------------- | -------- | ---------------------------------------- | ---------------------------- | ----------------- |
| B38A12U0                                  | 1198 см3 | 55 кВт (74 л. с.) при 4000 об/мин        | 150 Н*м при 1400—4000 об/мин | С 2014            |
| B38A12U0                                  | 1198 см3 | 75 кВт (101 л. с.) при 4250 об/мин       | 180 Н*м при 1400—4000 об/мин | С 2014            |
| B38A15M0/B38B15M0                         | 1499 см3 | 100 кВт (134 л. с.) при 4400—6000 об/мин | 220 Н*м при 1250—4300 об/мин | 2014—2018         |
| B38K15T0                                  | 1499 см3 | 170 кВт (228 л. с.) при 5800 об/мин      | 320 Н*м при 3700 об/мин      | С 2013            |
| B38A15M1/B38B15M1 (модернизация B38A15M0) | 1499 см3 | 104 кВт (139 л. с.) при 4400—6000 об/мин | 220 Н*м при 1250—4300 об/мин | С 2018            |